# Comptafils

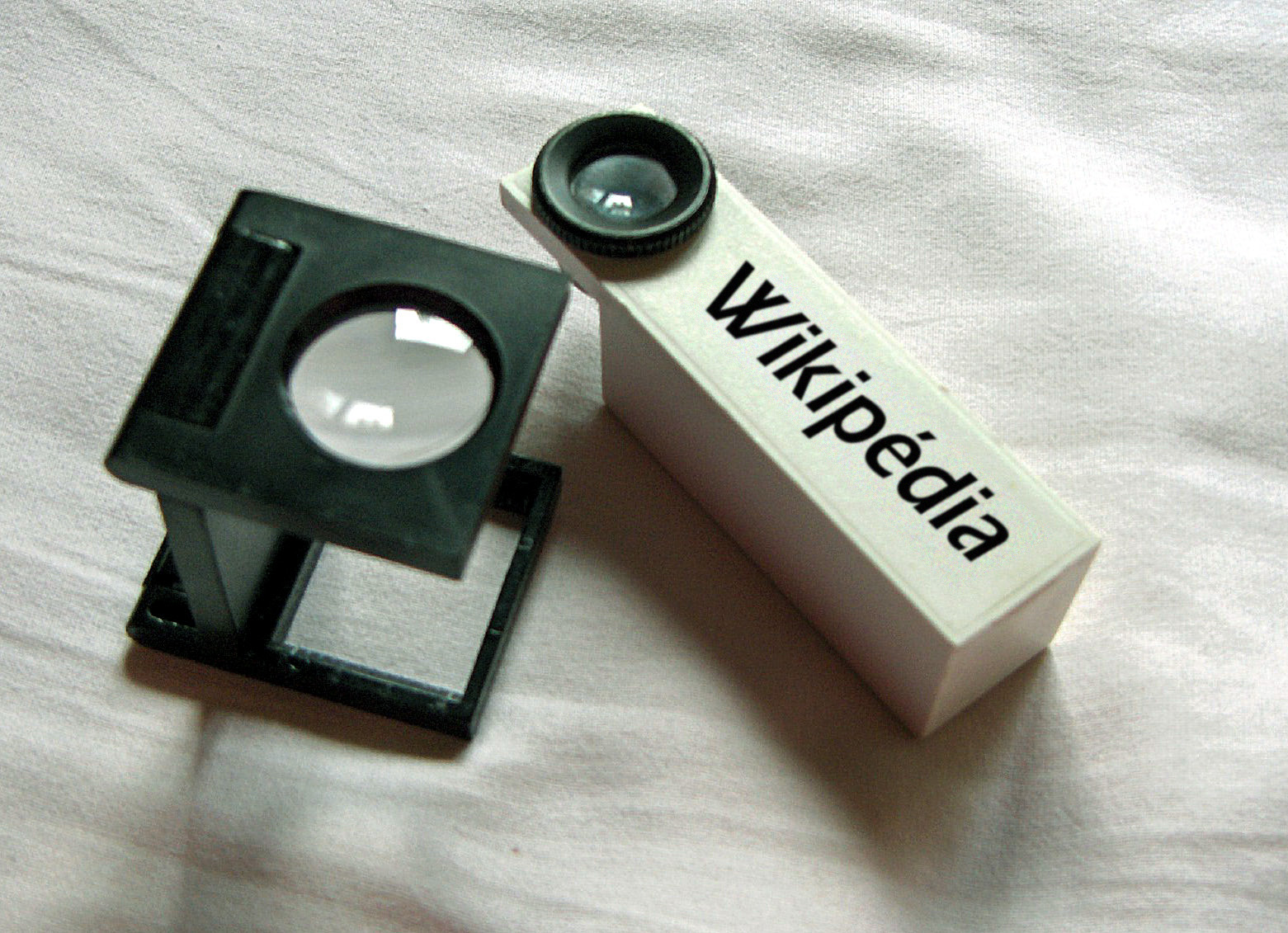
Comptafils

El comptafils és una lupa especialitzada que fou ideada per a verificar el nombre de fils de la trama i de l'ordit que entraven en un petit quadrat determinat de teixit (antigament de mitja polzada de costat; actualment de 20x20 mm).
En l'actualitat també es fa servir en tasques que requereixen distingir detalls de petites dimensions: en tipografia, verificació de píxels, fotografia, impressió, etc.
Un comptafils està format per una lupa de gran augment (típicament de 10 augments, x10) i una estructura plegable (constituïda per tres elements articulats) que suporta la lupa i permet situar-la a la distància òptima de lectura. A la base de l'instrument hi ha una escala graduada (en mm en països que segueixen el sistema mètric decimal, o en fraccions de polzada).